# Омелек
Омелек — острів у Тихому океані, частина атола Кваджалейн у Республіці Маршаллові Острови. Перебуває під контролем збройних сил Сполучених Штатів у довгостроковій оренді (разом з десятьма іншими островами атола) і є частиною полігону протиракетної оборони ім. Рональда Рейгана.
Полігон імені Рейгана має стартові майданчики на інших островах атола Кваджалейн, на острові Вейк і на атолі Аур. Це єдиний американський стартовий комплекс на екваторі.

## Географія

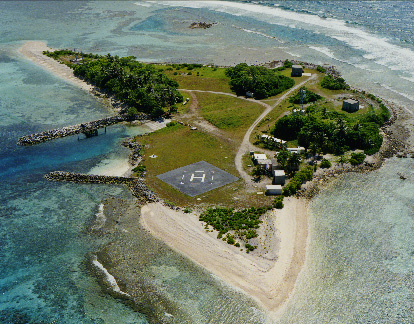
Вигляд з висоти пташиного польоту

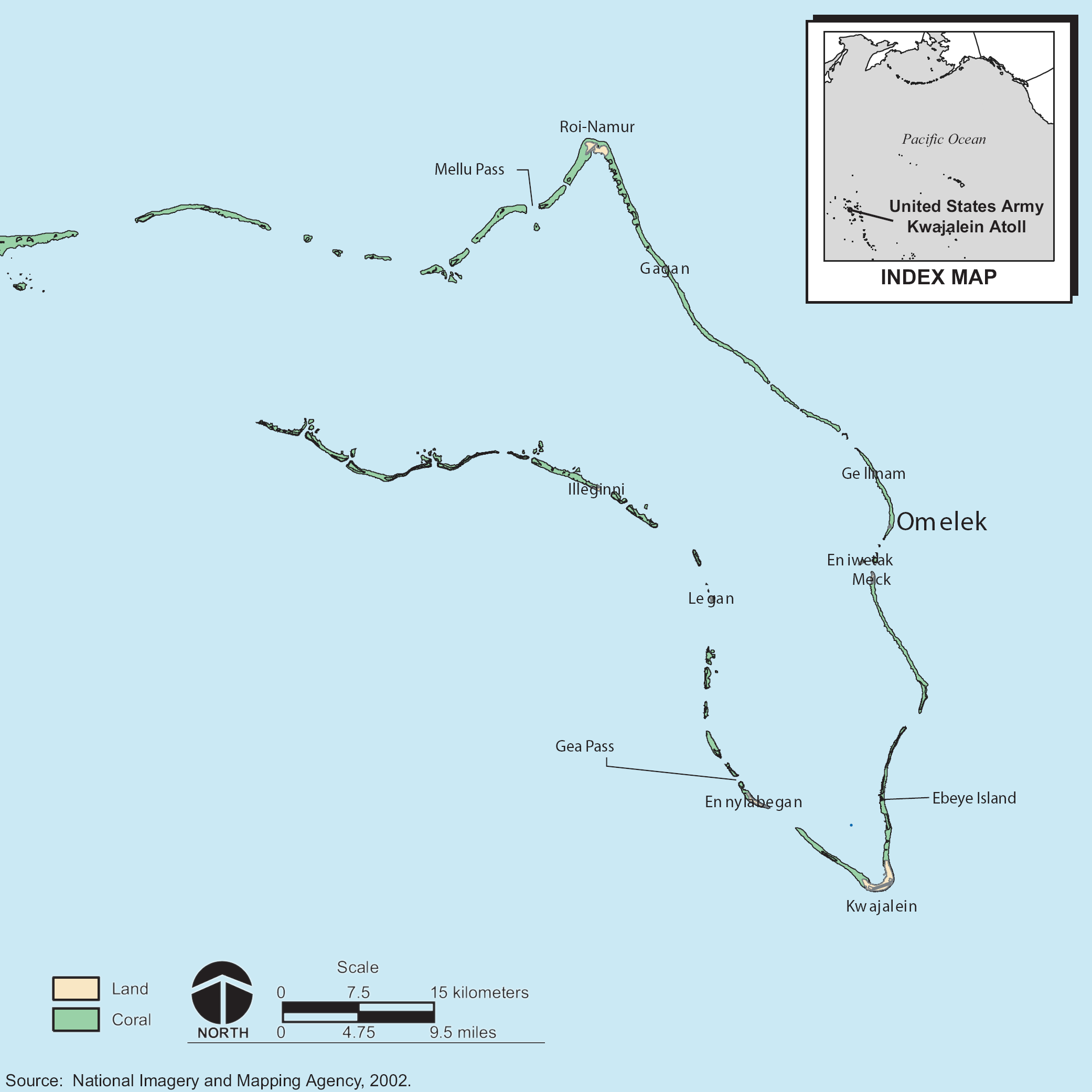
Мапа атола Кваджалейн

Острів має площу близько 32 000 квадратних метрів. Геологічно він має рифову основу, і як решта островів атола створений накопиченням залишків морських організмів (коралів, молюсків тощо).

## Історія
Тривалий час Омелек використовується США для малих дослідних запусків ракет через його відносну ізольованість у південній частині Тихого океану. Востаннє запуск ракети тут відбувся 1996 року.
На початку 2000-х наближеність острова до екватора, його інфраструктура, особливо РЛС стеження привабила компанію SpaceX для запуску орбітальних транспортувальників. Через це була оновлена інфраструктура та деякі об'єкти на острові й компанія визначила острів своїм основним місцем запусків. SpaceX почали запуски ракет Falcon 1 з острова Омелек 2006 року. Четвертий запуск Falcon 1, перший успішний запуск приватної ракети-носія, здійснили з острова Омелек 28 вересня 2008 року. Омелек також готували до запуску оновленого носія Falcon 1e, однак у травні 2012 року SpaceX повідомила, що «Поточні плани для корисного навантаження, які літають на Falcon 1, будуть обслуговуватись запусками Falcon 9, використовуючи надлишкові потужності», запусків Falcon 1e не передбачається до 2017 року.
Існує попередній план компанії SpaceX оновити стартовий майданчик для використання Falcon 9. У грудні 2010 року SpaceX визначило Омелек (Кваджалейн) як потенційне місце для запусків носія Falcon 9, перший з яких планувався 2012 року. Станом на початок 2013 року не відбулось жодного запуску ракети-носія Falcon 9 з Омелека.